# 蔡銳
蔡鋭（1492年—？年），字晉伯，永清右衛官籍，直隶灤州人。明朝政治人物。

## 生平
治《書經》，行一，由國子生中式順天府鄉試第三十五名舉人，年三十二歲中式嘉靖二年（1523年）癸未科會試第一百四十七名，第三甲第二十八名進士。

## 家族
曾祖蔡貴，贈指挥使。祖父蔡宣，指挥使。父蔡通。母劉氏；继母胡氏。具庆下。弟錡、錫、銘。